# Dominique Farrugia
Pour les articles homonymes, voir Farrugia.
Dominique Farrugia est un réalisateur, acteur, scénariste, producteur de cinéma et dirigeant de télévision français, né le 2 septembre 1962 à Vichy dans le département de l'Allier.
Dans les années 1980 et 1990, il fait partie du groupe d'humoristes Les Nuls avec Alain Chabat, Chantal Lauby et Bruno Carette, puis il popularise la troupe des Robins des Bois. Il est en 1997 à l'origine de la création de la chaîne de télévision Comédie ! qu'il préside jusqu'en 2003.
Il est aussi réalisateur, notamment de plusieurs films de cinéma, dont Delphine 1, Yvan 0 (1996), L'amour, c'est mieux à deux (2010) et Bis (2015), qui sont ses meilleurs succès au box-office.

## Biographie

### Enfance et débuts
Sa mère a porté l'étoile jaune ; son père est un Maltais catholique né à Tunis. Les parents de Dominique Farrugia, pieds-noirs, quittent l'Algérie lors de l'indépendance du pays, établie en 1962. Après quelques mois d'errance, ils s'établissent à Vichy, dans le département de l'Allier où son père devient chef d'orchestre au casino de la ville. Dominique y naît le 2 septembre 1962. Deux semaines plus tard, la famille part s'installer à Paris, au 43 rue Notre-Dame-de-Lorette dans un appartement de 35 m2. Dominique y habite jusqu'à la fin des années 1980. Ses parents tiennent le bar-restaurant Le Verdier, qui a aujourd'hui disparu,, son père en complément joue de la batterie et de l'accordéon dans des bals.
En 1984, dès le lancement de la chaîne Canal+, Dominique Farrugia travaille dans le montage des bandes-annonces de la chaîne et devient assistant de production de l’émission Tous en scène. Il rencontre ainsi le premier présentateur météo de la chaîne, Alain Chabat, d'origine pied-noir lui aussi.

### Carrière avec Les Nuls (années 1980-1990)
En 1986, Dominique Farrugia est le cofondateur du quatuor Les Nuls (avec Alain Chabat, Bruno Carette et Chantal Lauby).
En 1987, il travaille à l’écriture de la série Objectif Nul, la première parodie du groupe Les Nuls (qui obtient le 7 d'or de la meilleure série). Il présente parallèlement une parodie de flash météo dans le JTN lors de l'émission Nulle part ailleurs en 1987-1988. Au départ, il ne souhaite pas jouer la comédie, mais seulement écrire les sketches. L’absence d’un des comédiens pour un épisode d’Objectif Nul l’a fortuitement placé devant la caméra. TVN 595, une émission spéciale des Nuls diffusée en novembre 1988, obtient le 7 d'or de la meilleure émission.
La carrière des Nuls dure jusqu'en 1992, puis se prolonge au cinéma le 9 mars 1994 par la sortie du film des Nuls, La Cité de la peur, qui totalise 2 200 000 entrées en France.
De juillet 1989 à 1995, sous les noms des deux héros de fiction Bidibi et Banban, il écrit avec Alain Chabat une chronique humoristique dans Studio, un magazine consacré au cinéma.

### Producteur et dirigeant de Comédie! (années 2000)
Après la séparation du groupe, Dominique Farrugia se lance dans le cinéma en tant que réalisateur, avec notamment les films Delphine 1, Yvan 0 en 1995, et Trafic d'influence en 1999, dont les succès sont mitigés. Il devient producteur avec la société RF2K, qu'il a cofondée avec Olivier Granier.
En 1997, il fonde la chaîne du câble et du satellite Comédie !. Il y découvre Les Robins des Bois, et propose à diverses personnalités liées à l'humour de présenter La Grosse Émission, le show phare de la chaîne. Se retrouveront en direct, comme présentateurs, invités ou intervenants, Franck Dubosc, Titoff, Kad et Olivier, Jonathan Lambert, Daniel Prévost, Sören Prévost, Virginie Lemoine, Patrick Bosso, Alain Chabat ou encore Cyril Hanouna.
En avril 2001, il crée la chaîne Cuisine TV et, entre 2001 et 2002, il produit le film Vidocq (1 865 998 entrées en France) réalisé par Pitof, ainsi que Monsieur Batignole (1 872 045 entrées en France) réalisé par Gérard Jugnot.
En 2002, il devient directeur-général délégué à l'antenne et aux programmes de Canal+, puis président de la chaîne, d'avril 2002 à février 2003. À ce jour, il est le seul assistant à être devenu président de Canal+.
En juillet 2003, il crée la société FEW (Farrudg Entertainment Worldwide), une société audiovisuelle produisant des longs métrages.
En 2007, il produit le spectacle de Manu Payet, puis deux ans plus tard celui de Laurent Lafitte.
En 2009, il lance le site internet Les Graves Infos où sont présentées de fausses informations. Le site est fermé le 23 février 2010.[réf. nécessaire]

### Producteur et réalisateur de comédies (années 2010)
En 2010, il co-réalise avec Arnaud Lemort le film L'amour, c'est mieux à deux (1 123 061 entrées en France), qui met notamment en scène Clovis Cornillac, Virginie Efira et Manu Payet. Entre septembre 2010 et mai 2011, il est chroniqueur dans l'émission Tout le monde il est beau, tout le monde il est gentil, animée par Bruce Toussaint, tous les dimanches sur Canal+.
Il renoue avec la réalisation pour une comédie d'action, Le Marquis, menée par un tandem de valeurs sûres, Richard Berry et Franck Dubosc mais le box-office est décevant.
Le 20 novembre 2012, FEW, sa société de production et EuropaCorp, celle de Luc Besson, signent un accord aux termes duquel tous les films de FEW seront produits en exclusivité en partenariat avec EuropaCorp. De cette collaboration sortent trois comédies : la comédie potache Il était une fois, une fois, puis la comédie dramatique Dépression et des potes, réalisée en solo par Arnaud Lemort. Enfin, le film de bande Jamais le premier soir, mené par le trio Alexandra Lamy, Mélanie Doutey et Julie Ferrier, sorti en 2013.[réf. nécessaire]
En 2015, il revient à la réalisation pour la comédie de science-fiction Bis, portée par le binôme de stars du genre, Franck Dubosc et Kad Merad. Il convoque d'autres fréquents collaborateurs : Alexandra Lamy et Gérard Darmon. Le film fait plus de 1 million d'entrées en France.
En 2017, il dévoile sa septième comédie, Sous le même toit. Cette fois, il dirige un couple terrible interprété par Louise Bourgoin et Gilles Lellouche.
En novembre de la même année, il est nommé directeur général adjoint des productions de Studiocanal, filiale de Canal+.

### Départ de Canal et arrivée chez Banijay Group (2020 - )
Après une vingtaine d'années passées chez Canal, Dominique Farrugia annonce son départ de la chaîne en septembre 2020. Il rejoint la société de production Banijay Group en tant que directeur du pôle fiction d'Endemolshine. Il prendra ses fonctions à partir du 2 novembre 2020.

### Vie privée et publique
Dominique Farrugia est marié depuis le 22 janvier 2005 à Isabelle, une directrice de la communication chez Alain Afflelou, pour qui il se convertit au judaïsme. Ils sont parents de deux filles, Mia, nées en mars 2008 et Zoé, en août 2010. Il a évoqué dans les émissions Tout le monde en parle de Thierry Ardisson et Le Divan de Marc-Olivier Fogiel sa conversion au judaïsme, expliquant se sentir juif depuis toujours, et que la religion juive répondait à toutes ses interrogations.
Dominique Farrugia est atteint de la sclérose en plaques. Dans le cadre d'une campagne de sensibilisation et d'appel aux dons lancé par l'Union pour la lutte contre la sclérose en plaques (UNISEP), il témoigne sur cette maladie dans un spot télévisé qu'il a réalisé. Intitulé Continuer à danser dans sa tête, le spot est diffusé pour la première fois dans l'émission Tout le monde en parle, le 17 juin 2006. En 2007, il devient secrétaire général de l'UNISEP. Il raconte son rapport à sa maladie dans son livre Elle ne m'a jamais quitté, publié en 2022.
En 2013, il est choisi par Luc Besson pour parrainer la seconde promotion d'élèves de l'École de la Cité.

## Filmographie

### En tant que réalisateur
- 1989 : Mots croisés, clip pour Caroline Loeb
- 1995 : Le Futur, court-métrage avec Serge Hazanavicius et Amélie Pick
- 1996 : Delphine 1, Yvan 0
- 1999 : Trafic d'influence
- 2001 : La Stratégie de l'échec
- 2010 : L'amour, c'est mieux à deux (coréalisé avec Arnaud Lemort)
- 2011 : Le Marquis
- 2015 : Bis
- 2017 : Sous le même toit

### En tant que scénariste
- 1994 : La Cité de la peur d'Alain Berbérian
- 1996 : Delphine 1, Yvan 0 de lui-même
- 1999 : Trafic d'influence de lui-même
- 2001 : La Stratégie de l'échec de lui-même
- 2011 : Le Marquis de lui-même
- 2015 : Bis de lui-même
- 2017 : Sous le même toit de lui-même

### En tant que producteur
- 1998 : Paparazzi réalisé par Alain Berberian
- 1998 : Le Clone réalisé par Fabio Conversi
- 1999 : Mes amis réalisé par Michel Hazanavicius
- 2000 : Meilleur Espoir féminin réalisé par Gérard Jugnot
- 2001 : Vidocq réalisé par Pitof
- 2002 : Monsieur Batignole réalisé par Gérard Jugnot
- 2003 : 7 ans de mariage réalisé par Didier Bourdon
- 2004 : Immortel, ad vitam réalisé par Enki Bilal
- 2008 : Mes amis, mes amours réalisé par Lorraine Lévy
- 2009 : R.T.T. de Frédéric Berthe
- 2010 : L'amour c'est mieux à deux qu'il coréalise avec Arnaud Lemort
- 2011 : Le Marquis réalisé par Dominique Farrugia
- 2012 : Il était une fois, une fois réalisé par Christian Merret-Palmair
- 2012 : Dépression et des potes réalisé par Arnaud Lemort
- 2013 : Jamais le premier soir réalisé par Mélissa Drigeard
- 2015 : Bis réalisé par Dominique Farrugia
- 2017 : Sous le même toit réalisé par Dominique Farrugia
- 2017 : Je vais mieux réalisé par Jean-Pierre Améris
- 2020 : Sol réalisé par Jézabel Marques
- 2020 : 10 jours sans maman réalisé par Ludovic Bernard
- 2020 : Chacun chez soi réalisé par Michèle Laroque

### En tant qu'acteur
- 1987 : Cinématon no 980 de Gérard Courant : lui-même
- 1987 : Objectif Nul : le pirate de l'espace
- 1991 : Les Secrets professionnels du docteur Apfelglück : le vendeur du Sentier
- 1994 : La Cité de la peur : Simon Jérémi
- 1996 : Delphine 1, Yvan 0 : Serge
- 1997 : Didier d'Alain Chabat : un supporter du Paris Saint-Germain
- 1998 : Le Clone de Fabio Conversi : le réceptionniste de l'hôtel
- 1999 : Trafic d'influence : l'employé du funérarium
- 2000 : Grégoire Moulin contre l'humanité (Voix-off commentateur foot / aux côtés de Jérome L'hotsky)
- 2003 : Les Clefs de bagnole de Laurent Baffie : lui-même, en tant que grand producteur français
- 2004 : RRRrrr!!! d'Alain Chabat : le vendeur de gourdins
- 2004 : Casablanca Driver réalisé par Maurice Barthélémy : Walter Goudon, le bookmaker
- 2013 : Y'a pas d'âge : il apparaît dans un épisode de ce programme-court de Jérôme Commandeur diffusé sur France 2.

### En tant qu'adaptateur en version française
- 1992 : Wayne's World, version française avec Alain Chabat
- 2000 : Le Grinch: voix française du narrateur

## Théâtre
Sauf indication contraire ou complémentaire, les informations mentionnées dans cette section peuvent être confirmées par la base de données Les Archives du spectacle.
- 2006 : Et après… de Barbara d'Alessandri, mise en scène Barbara d'Alessandri et Dominique Farrugia, théâtre de la Gaîté-Montparnasse

## Publication
- La Stratégie de l'échec, éditions Michel Lafon, 2000.
- Elle ne m'a jamais quitté, éditions Robert Laffont, 2021.

## Distinctions

### Décorations
- Chevalier de la Légion d'honneur (décret du 12 avril 2009)[34] Il est décoré par Nicolas Sarkozy[35]
- Officier de l'ordre national du Mérite (décret du 21 mai 2021)[36]
- Commandeur de l'ordre des Arts et des Lettres (arrêté du 7 janvier 2025)[37]
  - officier le 8 mars 2018[38]

### Récompense
- Festival international du film de comédie de l'Alpe d'Huez 2017 : prix du jury pour Sous le même toit